# Gaga membranacea
Gaga membranacea är en kantbräkenväxtart som först beskrevs av Dav., och fick sitt nu gällande namn av Fay W.Li och Windham. Gaga membranacea ingår i släktet Gaga och familjen Pteridaceae. Inga underarter finns listade.